# CD Terrassa
Der Club Deportiu Terrassa ist ein Traditionsverein aus der 28 km nordwestlich von Barcelona gelegenen katalanischen Stadt Terrassa, der besonders durch seine Hockey-Abteilung bekannt ist. Der rund 600 Mitglieder starke Verein bietet außerdem noch Tennis, Pádel, Frontón, Pétanque und Bridge an Sportmöglichkeiten an. Während die Lokalrivalen Club Egara und Atlètic Terrassa durch ihre Herrenteams hervorstechen, ist beim CD Terrassa eher die Damenmannschaft das Aushängeschild des Vereins.

## Geschichte
Im Jahr 1910 gründete eine Gruppe junger Männer des Ateneu Calasanci den ersten Hockeyclub Kataloniens und auch Spaniens unter dem Namen Lawn Hoquei Klub Calassanç. Am 2. Juni 1912 spielte er seine erste Partie gegen Espanyol Barcelona. 1915 schloss sich der Verein dem FC Terrassa an, machte sich dann 1920 als Terrassa Hoquei Klub wieder selbstständig und nahm während des Bürgerkriegs den heutigen Namen an. 1926 gewinnt der Club erstmals die katalanische Meisterschaft und 1933 die erste spanische Meisterschaft, der Beginn einer langen Liste von Erfolgen. 1970 erwarb der Verein das heutige Vereinsgelände Les Pedritxes in Matadepera, wo am 10. Juni 1973 die Spielfelder für Hockey, Tennis und anderen Sportarten eingeweiht wurden.

## Erfolge Hockey
Herren
- Katalanischer Feldhockeymeister: 1926, 1930, 1933, 1940, 1941, 1942, 1943, 1944, 1945, 1946, 1947, 1948, 1949, 1950, 1952, 1953, 1956, 1959, 1992
- Spanischer Feldhockeymeister: 1976
- Spanischer Feldhockeypokalsieger: 1933, 1943, 1945, 1946, 1948, 1949, 1950, 1951, 1955, 1966, 1967, 1975

Damen
- Katalanischer Feldhockeymeister: 1958, 1959, 1960, 1961, 1962, 1964, 1965, 1966, 1968, 1977, 1983, 1984, 1985, 1989, 1992, 1997, 1998, 1999, 2000, 2001, 2002, 2005
- Spanischer Feldhockeymeister: 1958, 1959, 1960, 1961, 1962, 1963, 1966, 1968, 1969, 1980, 1982, 1983, 1985, 2000, 2001, 2002, 2005, 2008
- Spanischer Feldhockeypokalsieger: 1986, 1998, 2000, 2001, 2007
- Spanischer Hallenhockeymeister: 1965, 1966, 1989, 2001, 2002